# Parafia św. Wojciecha Biskupa i Męczennika w Bielicach
Parafia pw. św. Wojciecha Biskupa i Męczennika w Bielicach – parafia rzymskokatolicka, należąca do dekanatu Maszewo, archidiecezji szczecińsko-kamieńskiej, metropolii szczecińsko-kamieńskiej. W parafii posługują księża diecezjalni. 

## Proboszczowie
- ks. Roman Wójciak (?–2025)[1]
- ks. Waldemar Piątek (2025– )[2]

## Kościoły i kaplice

### Kościół parafialny
Kościół pw. św. Wojciecha Biskupa i Męczennika w Bielicach

### Kościoły filialne i kaplice
- Kościół pw. Matki Bożej Anielskiej w Chlebówku
- Kościół pw. św. Anny w Nastazinie
- Kościół pw. Najświętszego Serca Pana Jezusa w Sokolnikach